# The Killing (tv-serie)
 For alternative betydninger, se The Killing. (Se også artikler, som begynder med The Killing)
The Killing er en amerikansk drama tv-serie baseret på den danske tv-serie Forbrydelsen (2007). Den amerikanske udgave er udviklet af Veena Sud og produceret af Fox Television Studios og Fuse Entertainment. Seriens første sæson, bestående af 13 time-lange afsnit, havde premiere på kabel-tv-stationen AMC den 3. april 2011. I Danmark havde serien premiere den 29. maj 2011 på Kanal 5.

## Handling
Serien, der udspiller sig i Seattle, Washington, følger politiefterforskningen, den sørgende familie og de mistænkte efter drabet på den unge pige, Rosie Larsen. Hver af de 13 afsnit følger efterforskningen kronologisk. Sammenlignet med den oprindelige danske udgave, Forbrydelsen, har executive producer Veena Sud forklaret, "Vi skaber vores egen verden. Vi bruger den danske serie som et udkast, men vi afviger og skaber vores egen verden, vores verden af mistænkte og potentielt, i sidste ende hvem der slog Rosie Larsen ihjel."

## Medvirkende

### Hovedkarakterer
- Mireille Enos som Sarah Linden, øverste drabsefterforsker og mor
- Billy Campbell som Darren Richmond, politiker der stiller op som borgmester i Seattle
- Joel Kinnaman som Stephen Holder, Sarahs efterforskingskollega
- Michelle Forbes som Mitch Larsen, Rosies mor
- Brent Sexton som Stanley Larsen, Rosies far
- Kristin Lehman som Gwen Eaton, Darrens elskerinde og hans kampagnerådgiver
- Eric Ladin som Jamie Dempsey, Darrens kampagneleder
- Brendan Sexton III som Belko Royce, Stans medarbejder og tætte ven
- Jamie Anne Allman som Terry Marek, Mitchs yngre søster og Rosies tante
- Annie Corley som Regi

### Tilbagevendende karakterer
- Brandon Jay McLaren som Bennet Ahmed, en lærer ved Rosie's gymnasium
- Callum Keith Rennie som Rick Felder, Sarahs forlovede
- Kacey Rohl som Sterling Fitch, Rosies bedste ven
- Richard Harmon som Jasper Ames, Rosies ekskæreste
- Liam James som Jack Linden, Sarahs søn